# Commission scolaire Marguerite-Bourgeoys
 (septembre 2020).
Pour les raisons suivantes :
- Les commissions scolaires québécoises étaient une forme de gouvernement local composé de commissaires élus et disposant de pouvoirs de taxation. Leur admissibilité dans Wikipédia est bien établie.
- Par contre, les centres de service scolaires sont plutôt des centres administratifs relevant du ministère de l'Éducation. Leur mode de gestion et leurs pouvoirs sont différents de ceux des commissions scolaires. Leur admissibilité selon les critères de Wikipédia n'a pas encore été démontrée.
- Vu leur nature différente, les éventuels articles sur les centres de services scolaires devraient être distincts de ceux des commissions scolaires, et non des renommages de ceux-ci.
- Les contributeurs sont invités à discuter de ce sujet sur Discussion Projet:Québec.

La Commission scolaire Marguerite-Bourgeoys (CSMB) est une ancienne commission scolaire du centre et de l'ouest de l'île de Montréal, au Québec (Canada). Desservant plus de 75 000 élèves, dont 48 000 au primaire et au secondaire, répartis dans 102 établissements, elle était l'une des plus importantes commissions scolaires du Québec. 
Au cours des dernières années, elle est dirigée par un conseil constitué de 13 commissaires et d'une présidence élus au suffrage universel, ainsi que par quatre commissaires représentant les parents. Ces derniers étaient désignés par le Comité central de parents et leur mandat d'une année. Diane Lamarche-Venne aura été la dernière présidente de la CSMB. Le 15 juin 2020, elle est remplacée par le Centre de services scolaire Marguerite-Bourgeoys (CSSMB).

## Histoire
La CSMB a été créée par la fusion de quatre commissions scolaires (Sainte-Croix, Sault-Saint-Louis, Baldwin-Cartier et Verdun) et celle des écoles francophones de la Commission scolaire Lakeshore et de la Commission des écoles protestantes du Grand Montréal dans le cadre de la réforme scolaire de 1998. Son nom a été choisi, à la suite d'un concours, par des élèves de la commission scolaire. Il rappelle celui de Marguerite Bourgeoys, première institutrice de Montréal (autrefois Ville-Marie).
Les quatre commissions scolaires constituantes sont elles-mêmes les résultantes de regroupements de commissions scolaires. La Commission scolaire Sainte-Croix est le fruit d’une suite de fusions et d’annexions totalisant 10 commissions scolaires entre 1955 et 1973. La Commission scolaire Baldwin-Cartier est la somme de 19 commissions scolaires fusionnées ou annexées entre 1956 et 1973. La Commission scolaire Sault-Saint-Louis est formée de quatre commissions scolaires fusionnées en 1973. Enfin, la Commission des écoles catholiques de Verdun est restée la même jusqu’en 1998.
En 2018, la CSMB s’est dotée de son premier plan d'engagement vers la réussite. Il s’articule autour des objectifs suivants : Assurer un continuum de services adaptés aux besoins des élèves; Consolider l'effet enseignant par le soutien de la communauté éducative et Assurer un milieu de vie inclusif et accueillant ouvert sur le monde et l'avenir. La CSMB vise un taux de diplomation de 89 % après sept années au secondaire. À la fin de l’année scolaire 2019-2020, la CSMB atteignait 88,8 %. Ce résultat la place en tête des commissions scolaires francophones du Québec.

## Enjeux sociaux
La CSMB intègre à ses préoccupations plusieurs grands enjeux sociaux : le français comme langue commune, l’internationalisation, le développement durable et l’entrepreneuriat. À l’automne 2012, la CSMB a mis en place Vivre ensemble en français, un vaste chantier de réflexion et d’action. L’objectif est de mieux outiller la communauté éducative de la CSMB qui relève au quotidien le défi d'intégrer à la société québécoise des dizaines de milliers d'élèves de multiples origines[réf. souhaitée].
La CSMB se définit par ailleurs comme la plus internationale des commissions scolaires du Québec. Depuis de nombreuses années, elle établit et entretient des liens avec des écoles de tous les continents. Plusieurs langues sont enseignées dans les écoles de la CSMB, notamment sous la houlette de l'Institut des langues Marguerite-Bourgeoys. En 2012, elle a créé le Centre d'intervention pédagogique en contexte de diversité, lequel se veut une interface entre la communauté éducative de la CSMB et le monde de la recherche.
Le développement durable est une préoccupation de premier ordre à la CSMB, tant au plan pédagogique qu’au plan administratif. La CSMB favorise la réalisation de projets visant à sensibiliser ses élèves aux enjeux du développement durable. Par ailleurs, la politique de développement durable de la CSMB prend appui sur la volonté de développer des pratiques de gestion conciliant les dimensions écologique, économique et sociale[réf. souhaitée].
La CSMB comprend l’entrepreneuriat dans son sens large, à savoir outiller ses élèves pour qu’ils sachent structurer et réaliser des projets grands et petits. Elle souhaite ainsi que chacun des élèves du primaire, du secondaire, de la formation générale des adultes et de la formation professionnelle devienne plus entreprenant et innovant[réf. souhaitée].

## Situation démographique
La CSMB évolue dans des milieux très diversifiés. Certains sont très favorisés, alors que d’autres sont largement défavorisés. Une partie de son territoire est urbanisée, voire industrialisée, alors qu’une autre présente toutes les caractéristiques de la vie de banlieue. Dans presque toutes les villes et arrondissements de son territoire, la présence d’autres langues que le français est marquée. On note également qu'un tiers des élèves ne sont pas ne sont pas nés au Canada, qu'un tiers est né au Canada d'une mère qui n'est pas d'origine canadienne et qu'un dernier tiers est né au Canada d'une mère d'origine canadienne. À la formation professionnelle, le tiers des élèves sont nés au Canada et à l'éducation des adultes, un peu plus de la moitié le sont[réf. souhaitée].
Langue maternelle des élèves de la CSMB
| Langue                    | Français | Anglais | Autres |
| Primaire et secondaire    | 36,7 %   | 11,1 %  | 52,2 % |
| Formation professionnelle | 81,2 %   | 1,2 %   | 17,6 % |
| Éducation des adultes     | 63,0 %   | 5,4 %   | 31,6 % |

Lieu de naissance des élèves de la CSMB (primaire et secondaire)
| Pays        | Québec | Chine | Égypte | Syrie | États-Unis | Autres |
| Pourcentage | 66,1 % | 2,0 % | 1,8 %  | 1,6 % | 1,5 %      | 27,0 % |

Lieu de naissance des mères d'élèves (primaire et secondaire)
| Pays        | Québec | Chine | Maroc | Algérie | Philippines | Autres |
| Pourcentage | 25,8 % | 4,8 % | 4,2 % | 4,1 %   | 3,2 %       | 57,8 % |

Lieu de naissance des élèves (formation professionnelle)
| Pays        | Québec | Maroc  | Algérie | Tunisie | Haïti | Autres |
| Pourcentage | 29,2 % | 11,3 % | 8,9 %   | 7,6 %   | 5,0 % | 38,1 % |

Lieu de naissance des élèves de la CSMB (éducation des adultes)
| Pays        | Québec | Chine | Haïti | Syrie | Maroc | Autres |
| Pourcentage | 53,6 % | 5,4 % | 3,2 % | 1,8 % | 1,6 % | 34,4 % |

## Situation géographique

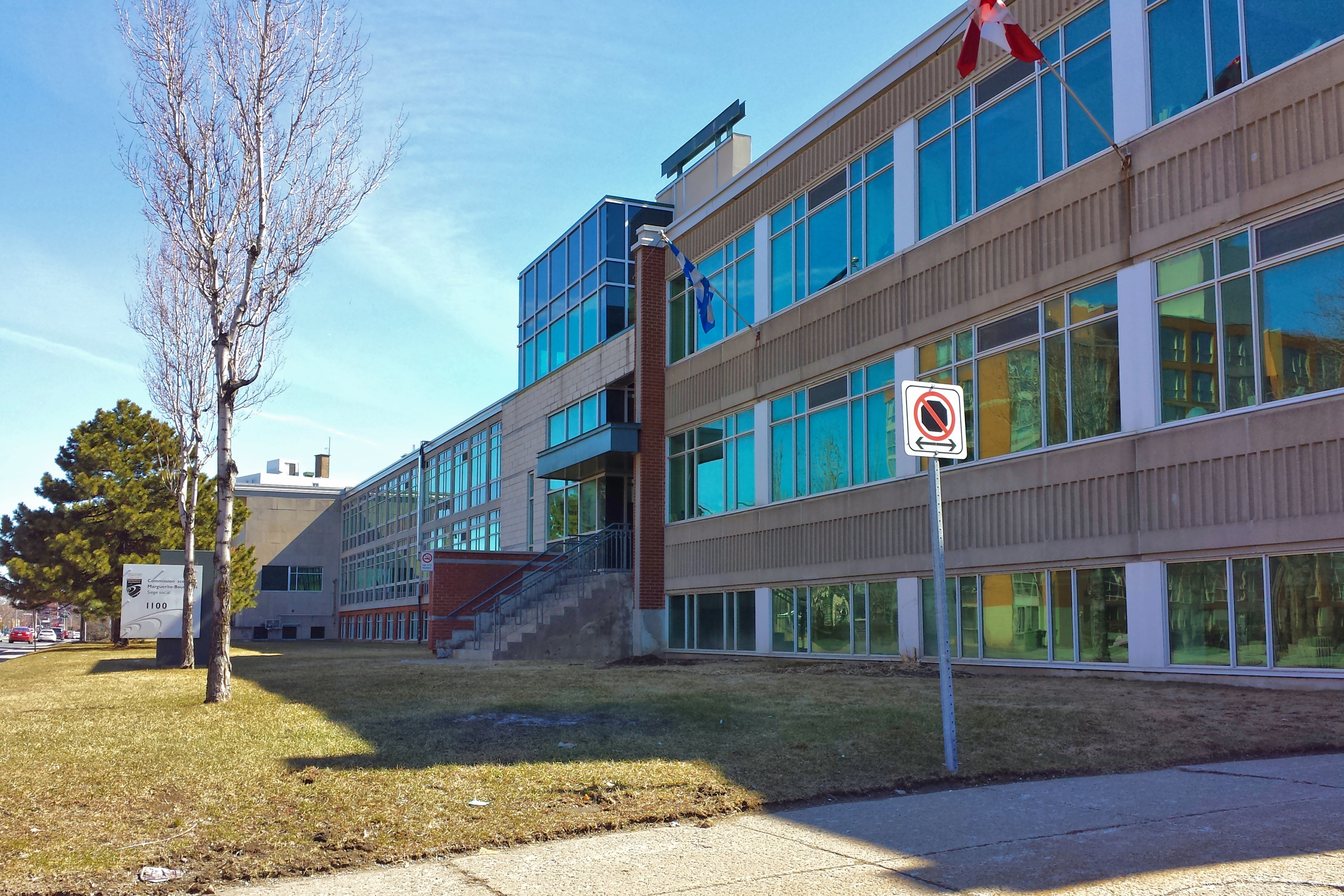
Siège social de la CSMB.

Le centre de services scolaire Marguerite-Bourgeoys a le territoire plus grand des trois centres de services de l’île de Montréal. Il s'étend sur près de 255 km2 dans 13 municipalités :
- Baie-D'Urfé,
- Beaconsfield,
- Côte-Saint-Luc,
- Dollard-Des Ormeaux,
- Dorval,
- Hampstead,
- Kirkland,
- L'Île-Dorval,
- Mont-Royal,
- Sainte-Anne-de-Bellevue,
- Senneville,
- Montréal-Ouest, et
- Pointe-Claire.

et 7 arrondissements de la ville de Montréal :
- L'Île-Bizard–Sainte-Geneviève,
- LaSalle,
- Lachine,
- Outremont,
- Pierrefonds-Roxboro,
- Saint-Laurent,
- Verdun.